# (220) Stéphanie
(220) Stéphanie, internationalement (220) Stephania, est un astéroïde de la ceinture principale découvert par Johann Palisa le 19 mai 1881.
Cet astéroïde est dédié à Stéphanie de Belgique.